# Španjolska ženska softbolska reprezentacija
Španjolska ženska softbolska reprezentacija predstavlja državu Španjolsku u športu softbolu.
Krovna organizacija: Real Federación Espańola de Béisbol y Sófbol

## Postave

### EP 2007.
San Juan, Alvarez, Munoz, Carrera, Menendez, Iborra, Agusti, Galarraga, Murillo, Martinez, Parejo, Flores, Calvo, Rodriguez, Blanes, Garcia, Lopez

## Nastupi na EP
- Rovereto 1979.: 5.
- Haarlem 1981.: nisu sudjelovale
- Parma 1983.: nisu sudjelovale
- Antwerpen/Anvers 1984.: nisu sudjelovale
- Antwerpen/Anvers 1986.: nisu sudjelovale
- Hørsholm 1988.: 5.
- Genova 1990.: nisu sudjelovale
- Bussum 1992.: 10.
- Settimo Torinese 1995.: 7.
- divizija "A", Prag 1997.: 6.
- divizija "A", Antwerpen 1999.: 5.
- divizija "A", Prag 2001.: 5.
- divizija "A", Saronno, Italija 2003.: 6.
- divizija "A", Prag 2005.: 9. (ispale)
- divizija "B", Zagreb 2007.:

## Vanjske poveznice
- Postava na EP 2007.  Arhivirana inačica izvorne stranice od 19. kolovoza 2007. (Wayback Machine)
- Španjolski savez za bejzbol i softbol  Arhivirana inačica izvorne stranice od 4. studenoga 2015. (Wayback Machine)